# Euproctis hymnolis
Euproctis hymnolis är en fjärilsart som beskrevs av Turner 1920. Euproctis hymnolis ingår i släktet Euproctis och familjen tofsspinnare. Inga underarter finns listade i Catalogue of Life.